# Анаконда жовта
Анаконда жовта (Eunectes notaeus Cope) — неотруйна змія з роду анаконда родини удавові. Інша назва «парагвайська анаконда».

## Опис
Загальна довжина сягає 3 м. Голова коротка, широка, морда затуплена. Тулуб кремезний, м'язистий. Основне забарвлення тулуба сірувато- або зеленувато-жовте з великими, темно-бурими плямами округлої або сідлоподібної форми, розташованими у рядок по хребту. З боків рядки плям того ж кольору, але меншого розміру.

## Спосіб життя
Полюбляє повільні річки, заводі, стариці й озера, заболочені низини з багатою рослинністю. Веде напівводний спосіб життя. Гарно плаває й добре пірнає. Харчується ссавцями, водоплавними птахами, молодими кайманами, рибою.
Це живородна змія. Вагітність триває 6—8 місяців. Самиця народжує 20—40 дитинчат довжиною 50—70 см.

## Розповсюдження
Мешкає на наступних територіях країн: південна Бразилія, Парагвай, Уругвай, північна Аргентина. Іноді зустрічається у Болівії.